# Айрис (певица)
Лаура ван ден Брюл (нидерл. Laura van den Bruel), более известная как Айрис (англ. Iris, нидерл. Airis) (род. в 1995 в Моркховене) — бельгийская певица, представительница Бельгии на конкурсе песни Евровидение 2012.
Юная певица родилась в небольшой бельгийской деревне Моркховен, на севере страны. Петь Айрис начала с 15 лет, выпустив в 2010 году дебютный сингл «Wonderful», который сделал её настоящей «звездой» у себя на родине.
Бельгийская телерадиокомпания, проводившая внутренний отбор на конкурс, 18 ноября 2011 года выбрала Лауру в качестве представителя Бельгии на ежегодном конкурсе песни Евровидение, который состоится в столице Азербайджана Баку. Айрис исполнила песню «Would You?».

## Дискография

### Альбомы
- Seventeen (2012)

### Синглы
- Wonderful (2010)
- Would You? (2012)